# ساوت کراکستون
ساوت کراکستون (به انگلیسی: South Croxton) یک روستا و محله مدنی در بریتانیا است که در Charnwood واقع شده‌است. ساوت کراکستون ۲۶۱ نفر جمعیت دارد.